# Jules Bocandé
Jules-François Bertrand Bocandé (ur. 25 listopada 1958 w Ziguinchor, zm. 7 maja 2012 w Metz) – senegalski piłkarz, później m.in. selekcjoner ojczystej kadry narodowej.

## Życiorys
Napastnik ten od 1980 do 1993 roku grał w Europie dla klubów belgijskich i francuskich. Na Starym Kontynencie bronił barw Tilleur FC, RFC Seraing, FC Metz, PSG, OGC Nice, RC Lens oraz Eendrachtu.
W sezonie 1985/1986 został najlepszym strzelcem francuskiej ekstraklasy. Gracz FC Metz z 23 trafieniami wyprzedził wówczas w tej klasyfikacji graczy kalibru Dominique’a Rocheteau, Víctora Ramosa czy Vahida Halilhodžicia. Ogółem w Première Division w latach 1984–1992 strzelił 83 gole w 254 spotkaniach.
Jest legendą reprezentacji Senegalu, w której rozegrał 73 mecze i zdobył 20 bramek. Wziął udział w trzech turniejach o mistrzostwo Afryki – w 1986, 1990 i 1992 roku. Na PNA 1994, wraz z Sarrem Boubacarem, był selekcjonerem Lwów Terangi.
W 2009 roku CAF wyróżniła go tytułem legendy afrykańskiego futbolu.
W ostatnich miesiącach życia doznał udaru mózgu. 7 maja 2012 roku poddał się operacji, której już nie przeżył.